# Азидоацетилхлорид
Азидоацетилхлорид — органическое вещество, хлорангидрид азидоуксусной кислоты.

## Получение
Азидоацетилхлорид получают замещением галогена на азид в галогенуксусных кислотах. Затем полученную азидоуксусную кислоту превращают в азидоацетилхлорид действием тионилхлорида.

## Химические свойства
Азидоацетилхлорид используют для ацилирования различных нуклеофилов: это позволяет после восстановления азидной группы получать производные аминокислот. Однако более распространённое применение азидоацетилхлорида связано с получением азетидинонов в рамках синтеза новых β-лактамных антибиотиков. В основе этого подхода лежит реакция [2+2]-циклоприсоединения (в некоторых случаях она, вероятно, протекает постадийно).